# Energia interna
A energia interna de um sistema termodinâmico  define-se pela energia total considerada no sistema. Isso inclui a energia cinética e a energia potencial que se encontra nele, sendo essas necessárias para criar ou preparar o mesmo em qualquer estado.
A energia interna de um sistema pode ser aumentada pela introdução de matéria, pelo calor ou pelo trabalho termodinâmico neste. Quando a transferência de matéria é impedida por paredes impermeáveis, diz-se que o sistema está fechado e a 1ª Lei da termodinâmica pode ser considerada ao se definir a variação da energia interna como a soma algébrica do "calor" adicionado e o "trabalho" feito pelo sistema em seu entorno. Se as paredes não permitem a troca nem de matéria nem de energia, diz-se que o sistema está isolado e sua energia interna não pode mudar.

A unidade de energia no Sistema Internacional de Unidades (SI) é o Joule (J). Também usa-se uma densidade de energia intensiva correspondente, chamada energia interna específica , que é ou relativa à massa do sistema, com a unidade J / kg, ou relativa à quantidade de substância com unidade J / mol ( interno molar energia ).

## Definição

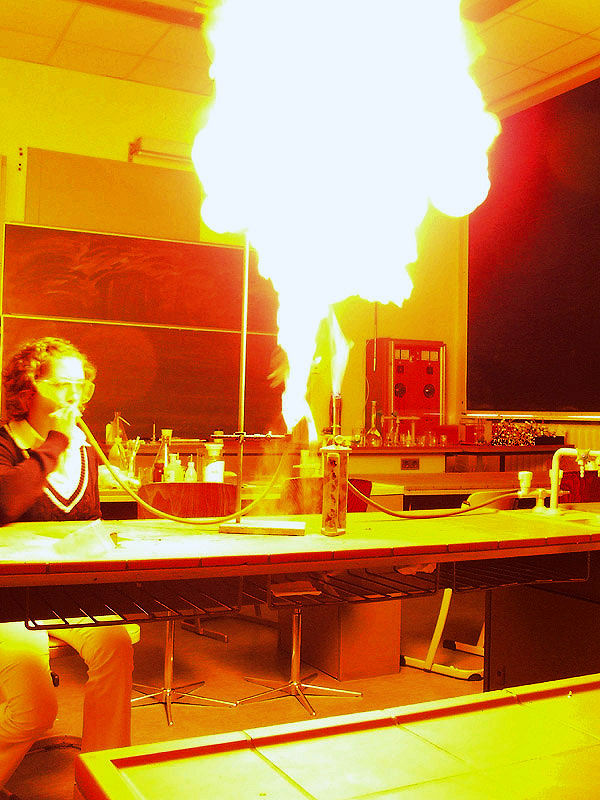
Nas reações químicas os núcleos dos átomos, e segundo Lavoisier também a massa total do sistema, permanecem inalterados. No estudo da termodinâmica de tais reações, a parcela de energia interna atrelada à massa de repouso mostra-se irrelevante. Ao se determinar as variações da energia interna, essa parcela sempre se cancela, e pode ser previamente ignorada.

Em Termodinâmica a energia interna {\displaystyle U} de um sistema corresponde à soma de todas as energias cinéticas - com destaque para energia térmica - e das energias potenciais - com destaque para a energia potencial elétrica - associadas às partículas que compõem um dado sistema termodinâmico. 
A energia atrelada à radiação térmica confinada, também integra a energia interna, sua contribuição inclui-se usualmente na parcela de energia térmica. Esse tratamento rigoroso é considerado na física quântica juntamente com o princípio da equivalência massa energia (E=mC²). Para sistemas da física clássica estas parcelas podem, entretanto, ser perfeitamente suprimidas uma vez que, nestes casos, a lei da conservação de energia degenera-se em duas leis distintas, as leis clássicas da conservação da energia e a da conservação da massa. Inclusive, em sistemas constituídos por partículas perfeitamente neutras, não espera-se a existência de radiação térmica (esta presente em escala desprezível).
Na maioria das reações químicas espontâneas exotérmicas a energia inicialmente armazenada na forma de energia potencial elétrica, na distribuição eletrônica dos elétrons na estrutura dos reagentes, é convertida em energia térmica armazenada nas partículas dos produtos, o que mantém a energia interna do sistema em obediência à lei da conservação da energia, todavia, leva a um considerável aumento da temperatura do sistema como um todo. Este sistema aquecido é então utilizado como fonte quente em uma máquina térmica que tenha por função transformar parte da energia térmica da fonte quente em trabalho. Durante o funcionamento da máquina térmica as energias térmica e interna da fonte quente diminuem de forma a suprirem o trabalho realizado e a energia térmica que acaba obrigatoriamente (em acordo com a 2ª lei da termodinâmica) renegada à fonte fria.
A energia interna é uma função de estado de forma que sua variação depende apenas dos estados inicial e final.
{\displaystyle \Delta U=U_{f}-U_{i}}
Há duas formas de se fazer a energia interna de um sistema fechado variar: via calor, e via trabalho. A 1ª Lei da termodinâmica estabelece que a variação da energia interna ({\displaystyle \Delta U}) de um sistema corresponde à energia térmica (Q) recebida pelo sistema na forma de calor menos a energia cedida pelo sistema à sua vizinhança na forma de trabalho (W).
{\displaystyle \Delta U=Q-W}

### Termodinâmica
Em relação aos constituintes microscópicos, a definição de energia interna deu-se em primeira mão através de medidas e observações atreladas a grandezas macroscopicamente estabelecidas e em princípios físicos fundamentais como o da conservação da energia. Dos rigores ligados à termodinâmica, derivou-se também que, quando expressa em função das grandezas, entropia (S), número de elementos (N) e do volume (V) - para o caso de sistemas termodinâmicos mais simples - a energia interna {\displaystyle U=U_{(S,V,N)}} é, assim como o são as respectivas Transformadas de Legendre, a saber a Energia livre de Helmholtz {\displaystyle F=F_{(T,V,N)}}, a Entalpia {\displaystyle H=H_{(S,P,N)}} e a Energia livre de Gibbs {\displaystyle G=G_{(T,P,N)}}, uma equação fundamental para os sistemas termodinâmicos, sendo então possível, a partir desta e do formalismo matemático inerente à termodinâmica, obter-se qualquer informação física relevante a qual esta encontre-se vinculada.

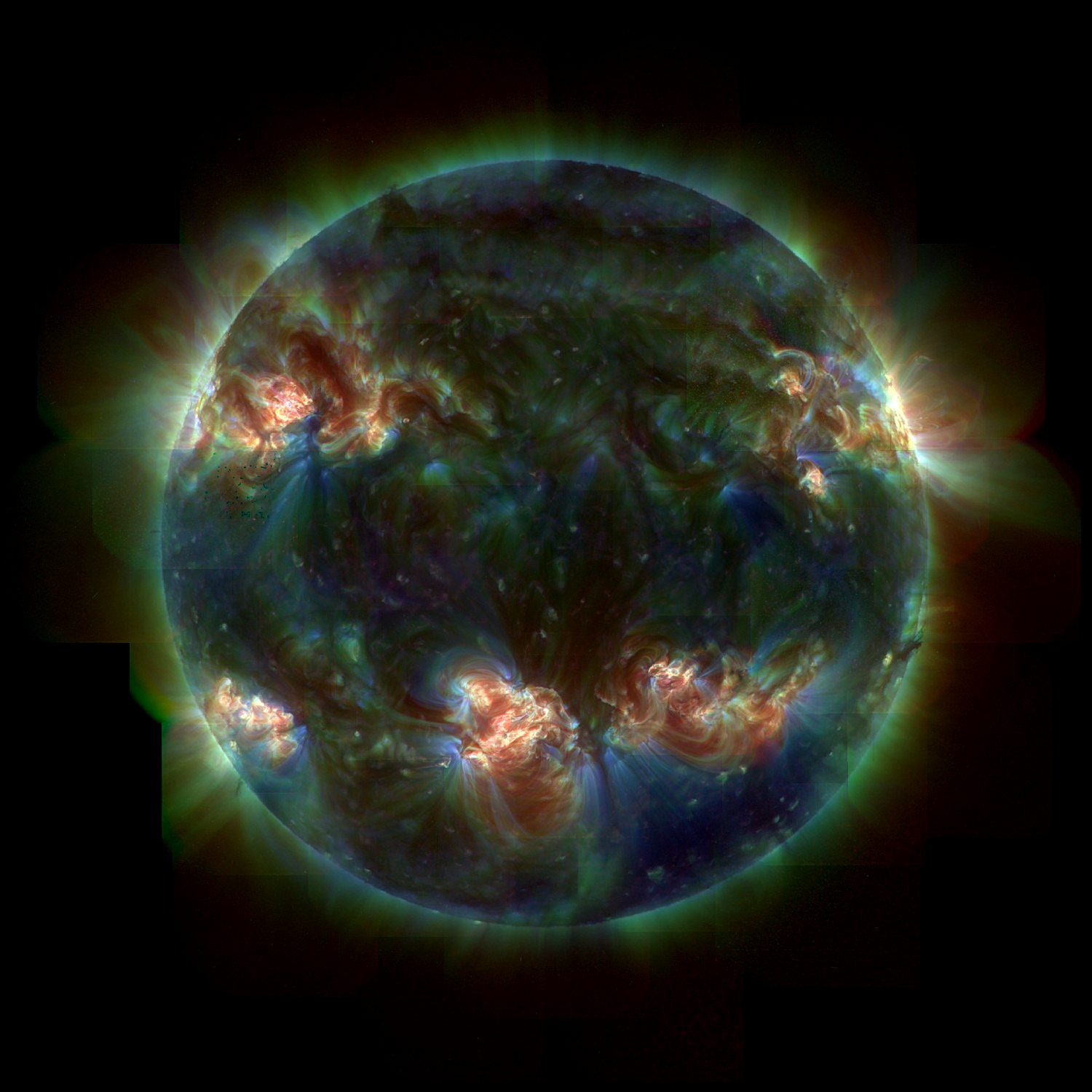
O sol observado através de uma câmera sensível ao ultravioleta. Dadas as dimensões e as reações nucleares que ocorrem no sol, todas as parcelas de energia atreladas à definição de energia interna são de grande importância ao se buscar compreender a termodinâmica solar.

As transformadas de Legendre da energia interna {\displaystyle U=U_{(S,V,N)}} bem como ela própria são conhecidas como potenciais termodinâmicos.

### Descrição matemática
É possível definir a quantidade de energia interna de um sistema através da função:
{\displaystyle U=\mathbf {\sum } E_{i}};
{\displaystyle E{i}} representa as energias internas encontradas no sistema;
O referencial para medida da energia interna é sempre assumido como estático em relação ao centro de massa do sistema em questão. Energias oriundas de interações entre alguma parte do sistema e quaisquer partes pertencentes à vizinhança do sistema não são incluídas na apuração da energia interna do sistema.
| Tipo             | Contexto                                                                                                   |
| ---------------- | --- |
| Energia térmica  | A energia cinética associada com mudanças de temperatura.                                                  |
| Energia química  | A energia potencial, com destaque para a elétrica, associada com eletrosferas e reações químicas.          |
| Energia nuclear  | A energia potencial associada à massa, dada pela equivalência {\displaystyle E=mc^{2}}é a energia nuclear. |
| Energia radiante | A energia dos fótons confinados em um sistema termodinâmico integra sua energia térmica, e interna.        |

## Energia interna do gás ideal
A termodinâmica usa muitas vezes o conceito de gás ideal para fins de ensino dada a sua simplicidade, sendo esse modelo uma boa aproximação para os sistemas gasosos reais em uma ampla faixa entre os estados possíveis. Nos gases ideais a energia interna clássica atrela-se apenas à energia cinética de translação, vibração e rotação das partículas individuais, ou seja, atrela-se apenas à energia térmica e por tal à temperatura do sistema.
Os gases reais, quando em altas temperaturas, baixas pressões e baixas densidades, portam-se como gases ideais. Nas condições ambientes os gases da atmosfera são com muito boa aproximação tratados como gases ideais.

#### Equipartição de energia
De acordo com o princípio da equipartição da energia, temos a energia cinética de translação em um eixo relacionada apenas a sua temperatura T, sendo esta igual à:
{\displaystyle \left\langle {\frac {m.v_{x}^{2}}{2}}\right\rangle ={\frac {1}{2}}.K_{b}.T=\left\langle {\frac {m.v_{y}^{2}}{2}}\right\rangle _{y}=\left\langle {\frac {m.v_{z}^{2}}{2}}\right\rangle _{z}}
Onde:
{\displaystyle m} é a massa;
{\displaystyle v} é a velocidade média;
{\displaystyle K_{b}} é a constante de Boltzmann;
{\displaystyle T} a temperatura absoluta.
Considerando que as moléculas possuem movimentos em 3 dimensões, admite-se que a energia cinética média do gás, em relação à todas as direções, é a soma da energia cinética média equivalente a cada eixo, sendo:
{\displaystyle K={\frac {3}{2}}NK_{b}T={\frac {3}{2}}nRT}
Onde:
{\displaystyle N} é o número de moléculas;
{\displaystyle n} é o número de mols do gás e;
{\displaystyle R} a constante dos gases ideais.

Seguindo o princípio de equipartição de energia e o modelo atômico molecular da matéria, a energia interna de um gás ideal é dada por:
{\displaystyle E_{int}=U={\frac {L}{2}}nRT}
Onde L representa o número de graus de liberdade atrelado à natureza das partículas: 3 para gases monoatômicos, 5 para diatômicos rígidos (modelado por haltere), 6 para diatômicos incluso vibração, etc.

## Experimentos de Joule para a energia interna
Conforme Joule estudava a energia interna de um gás ideal, promoveu alguns outros experimentos, como os da expansão livre, e o de trabalho necessário para alterar a temperatura de um sistema. Com a ajuda de William Thomson, o Lorde Kelvin, aprimorou a experiência inicial da expansão livre, com o objetivo de se detectar pequenas variações de temperaturas. Os experimentos citados estão descritos a seguir.

#### Experimento de Joule da expansão livre
Para se conseguir determinar a equivalência mecânica da caloria, Joule realizou um experimento que consistia em aquecer um calorímetro pela compressão de um gás contido num recipiente imerso na água do calorímetro. Desse modo, o trabalho realizado sobre o gás poderia ser determinado facilmente resultando no calor fornecido ao calorímetro, desde que se este trabalho fosse convertido inteiramente em calor, sem gerar alteração da energia interna do gás.
A fim de verificar a hipótese, Joule começou a investigar se a energia interna de um gás variava conforme seu volume, assim, Joule realizou a experiência da expansão livre. Tal experiência baseia-se em mergulhar em dois recipientes, um evacuado e outro contendo ar a 20 atm, em um calorímetro pequeno com o mínimo possível de água e termicamente isolado. A utilização de um calorímetro pequeno foi feita para reduzir a capacidade térmica, tornando-o mais sensível a pequenas variações de temperatura.
Em seguida Joule mediu a temperatura inicial da água e em seguida abriu a válvula, gerando a  expansão livre. Joule tornou a medir a temperatura final da água e concluiu que a temperatura não variava, ou seja:
{\displaystyle \Delta T=T_{f}-T_{i}=0}
A partir da conclusão do experimento de Joule e da 1º Lei da termodinâmica, a energia interna U pode ser considerada como uma função de pares variáveis independentes:
{\displaystyle U=U(P,V)}
{\displaystyle U=U(P,T)}
{\displaystyle U=U(V,T)}
Para calcular a variação ΔU em uma função de duas variáveis independentes, considere a função:
{\displaystyle Z=f(x,y)}
A variação de Z, é dada por:
{\displaystyle \Delta Z=\left({\frac {\partial f}{\partial x}}\right).\Delta x+\left({\frac {\partial f}{\partial y}}\right).\Delta y}
Em particular, para esse caso do experimento, associando a equação acima à U=U(V,T):
{\displaystyle \Delta U=\left({\frac {\partial U}{\partial V}}\right).\Delta V+\left({\frac {\partial U}{\partial T}}\right).\Delta T}
No experimento realizado por Joule para a expansão livre, a temperatura e a energia interna não variam, ou seja, ΔT=0 e ΔU=0. Então, a equação anterior fica:
{\displaystyle \Delta U=0=\left({\frac {\partial U}{\partial V}}\right).\Delta V}
Sendo assim, a energia interna do gás não depende do volume e sim da temperatura, conforme Joule provou em seu experimento.

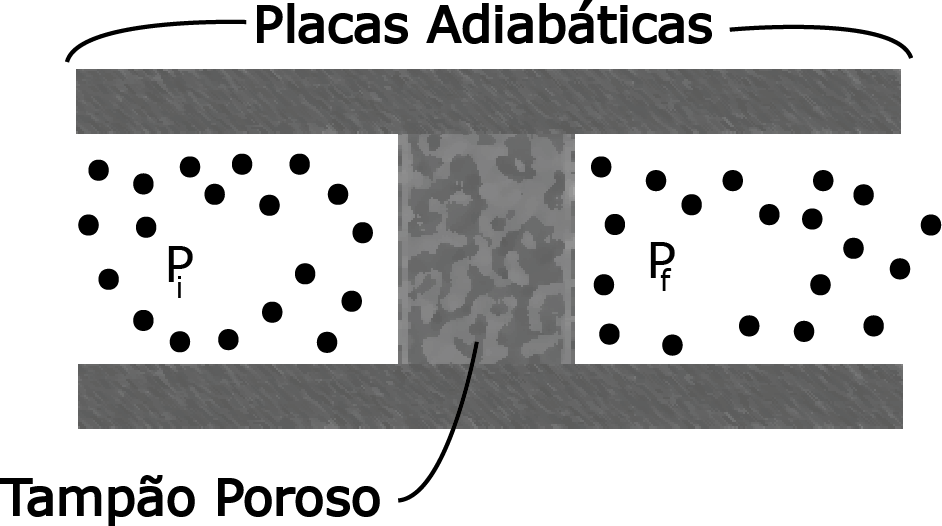
Esquematização do tampão poroso utilizado no experimento.

Experimento de Joule-Thomson para a expansão livre
Joule e William Thomson (Lord Kelvin) fizeram uso da experiência do tampão poroso a fim de se detectar a variação de temperatura, algo que não era possível no experimento inicial de expansão livre. A modificação reduz a pressão do gás, que se expande em um recipiente de paredes adiabáticas. Empiricamente, mantendo-se um fluxo estacionário de gás através do tampão, a pressão cai de Pi para Pf. Como o sistema é adiabático, a distribuição de temperatura permanece constante, sendo possível detectar a mínima variação de temperatura que seja causada pela expansão do gás.

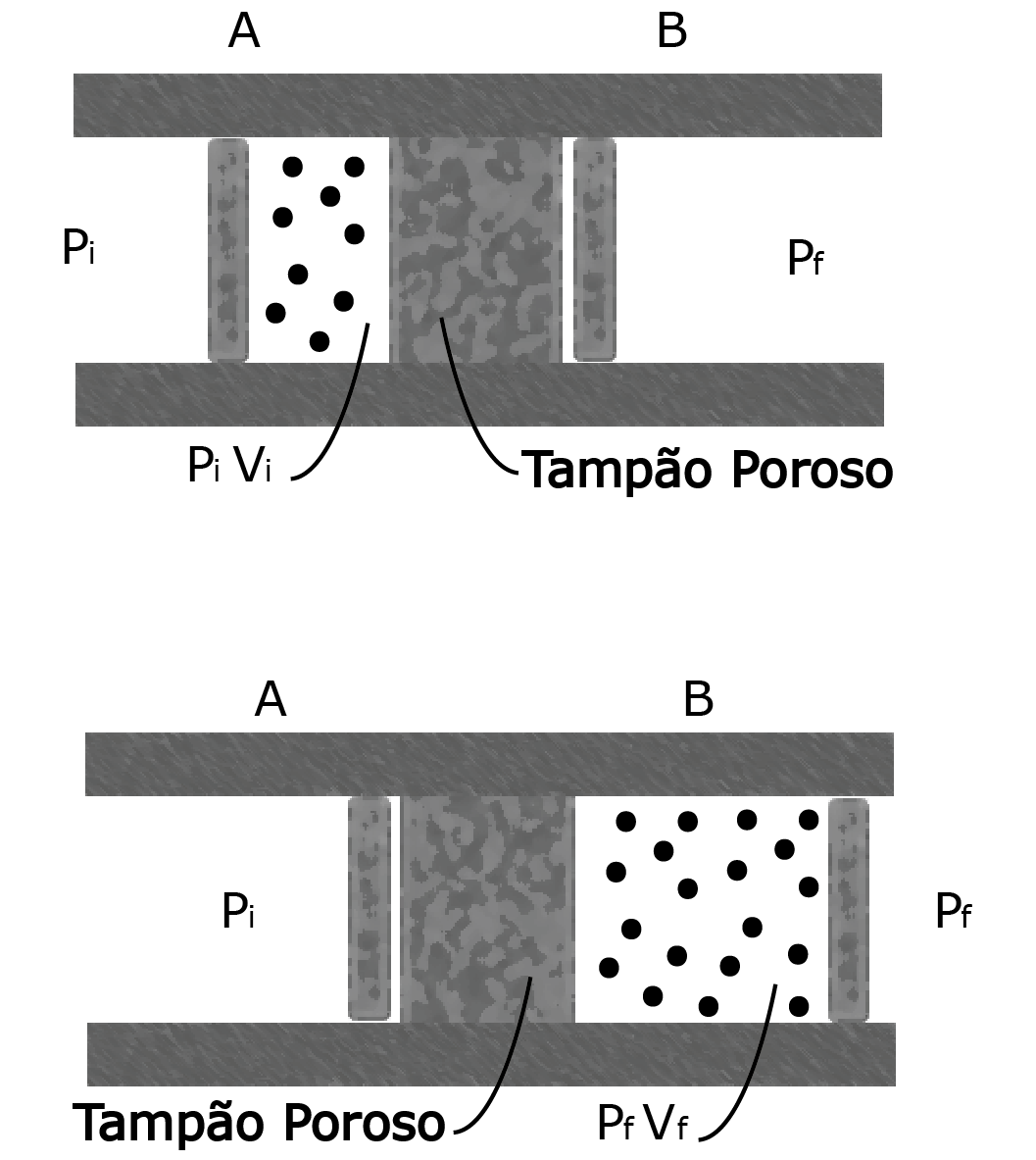
Descrição visual do experimento de Joule-Thomson.

Com a finalidade de se aplicar a 1ª Lei da Termodinâmica, supõe-se que uma certa massa de gás está localizada entre o tampão e um pistão adiabático, que sofre uma pressão inicial Pi e possui um volume inicial Vi. No lado direito, há outro pistão adiabático, sobre o qual é exercido uma pressão Pf. Sendo Pi maior que Pf, os pistões deslocam-se para a direita e o gás atravessa o tampão. Quando toda a massa tiver passado pela parede porosa, o gás ocupará um volume final Vf.  É possível observar a representação do aparato ao lado.
Ao passar isobaricamente da esquerda - à pressão Pi - para a direita, o volume varia do volume Vi ao volume 0. O trabalho desta compressão isobárica é W = Pi(0 - Vi) = - PiVi. Por consequência, o gás à direita sofre uma expansão isobárica - à pressão Pf - do volume 0 ao volume Vf, realizando um trabalho W = Pf( Vf – 0) = PfVf. O trabalho total realizado é portanto:
{\displaystyle W_{i}\rightarrow _{f}=P_{f}V_{f}-P_{i}V_{i}}
Como as paredes são adiabáticas, temos que:
{\displaystyle Q=0}
Substituindo as duas equações anteriores na 1ª lei da termodinâmica, obtemos:
{\displaystyle \Delta U=U_{f}-U_{i}=-W_{i}\rightarrow _{f}=P_{i}V_{i}-P_{f}V_{f}}
Para um gás ideal, conclui-se que:
{\displaystyle \Delta T=T_{f}-T_{i}=0}
Como Ti =Tf, para um gás ideal:
{\displaystyle \Delta U=0}
Assim com {\displaystyle \Delta V}= Vf -Vi diferente de 0, observa-se que:
{\displaystyle U=U(T)}
Portanto, a energia interna de um gás ideal depende exclusivamente de sua temperatura.

## Exemplos
- Um gás adiabaticamente comprimido possui maior energia interna do que possuía antes em sua forma expandida;
- Uma mola adiabaticamente comprimida tem uma energia interna maior do que a mesma quando esticada;
- Uma dada massa de vapor de água tem energia interna maior do que a mesma quando em forma de água fria;
- Uma bateria carregada tem energia interna maior do que a mesma descarregada.